# Alpligan
Alpligan var en internationell professionell ishockeyliga, som existerade mellan 1991 och 1999. Lagen kom från Italien, Slovenien och Österrike. Efter nedläggningen 1999 ersattes Alpligan av Interliga. 

## Mästare
- 1991/1992 HC Devils Milano, Italien
- 1992/1993 HC Alleghe, Italien
- 1993/1994 Bolzano-Bozen Foxes, Italien
- 1994/1995 HC Bolzano ¹, Italien
- 1995/1996 VEU Feldkirch, Österrike
- 1996/1997 VEU Feldkirch, Österrike
- 1997/1998 VEU Feldkirch Österrike
- 1998/1999 VEU Feldkirch, Österrike

¹ Sexnationers

### Fotnoter
1. ↑  Stefan Mellerborg (30 januari 2013). ”"Jag ville till Stockholm"”. AIKF IF. Arkiverad från originalet den 18 april 2013. https://archive.is/20130418052738/http://www.aik.se/ishockey/aikindex.html?/ishockey/200506/herrar/lasvart/060130tomasstrandberg.html. Läst 22 oktober 2013.